# Sapientiae Christianae
 Sapientiae christianae  è un'enciclica di papa Leone XIII, datata 10 gennaio 1890, e dedicata ai principali doveri del cristiano, in rapporto alla Chiesa e in rapporto allo Stato. In particolare, il Papa incita i cattolici a rifiutare l'obbedienza alle leggi civili quando queste sono in contrasto con gli insegnamenti religiosi.
Punti affrontati dall'enciclica:
- Necessità di ritornare alla vita cristiana sia per gli individui, sia per la società
- L'importanza dei doveri dei cristiani
- Doveri verso la Chiesa e verso la patria
- Poveri nella lotta tra la Chiesa e lo Stato
- Circa la guerra ora mossa alla Chiesa e de' doveri che impone ai cristiani
- La fede
- L'insegnamento della Chiesa
- L'unione dei Cattolici
- Obbedienza alla Chiesa
- Sottomissione ai Vescovi ed al Papa
- La Chiesa è una società autonoma, indipendente dalla società civile
- La Chiesa in relazione cogli Stati e sua necessità
- Concordia degli animi
- Partecipazione alla vita pubblica
- Pericoli degli Stati moderni
- I rimedi, e in primo luogo la carità